# La Forclaz (Haute-Savoie)
Pour les articles homonymes, voir La Forclaz.
La Forclaz (prononcé  [la fɔʁkla] ; mais le -az ne se prononce pas traditionnellement) est une commune française située dans le département de la Haute-Savoie, en région Auvergne-Rhône-Alpes.

## Géographie
Comme tous les noms de la zone linguistique arpitane, le az final ne se prononce pas, mais indique que l'accentuation du mot va sur l’avant-dernière syllabe (donc ici la première). Ainsi la prononciation correcte est [la.ˈfɔkl] (et non [la.ˈfɔklaz]).

## Urbanisme

### Typologie
Au 1er janvier 2024, La Forclaz est catégorisée commune rurale à habitat dispersé, selon la nouvelle grille communale de densité à sept niveaux définie par l'Insee en 2022.
Elle est située hors unité urbaine. Par ailleurs la commune fait partie de l'aire d'attraction de Thonon-les-Bains, dont elle est une commune de la couronne,. Cette aire, qui regroupe 18 communes, est catégorisée dans les aires de 50 000 à moins de 200 000 habitants,.

### Occupation des sols
L'occupation des sols de la commune, telle qu'elle ressort de la base de données européenne d’occupation biophysique des sols Corine Land Cover (CLC), est marquée par l'importance des forêts et milieux semi-naturels (99,8 % en 2018), une proportion identique à celle de 1990 (99,8 %). La répartition détaillée en 2018 est la suivante : 
forêts (87,2 %), milieux à végétation arbustive et/ou herbacée (12,6 %), eaux continentales (0,2 %).
L'IGN met par ailleurs à disposition un outil en ligne permettant de comparer l’évolution dans le temps de l’occupation des sols de la commune (ou de territoires à des échelles différentes). Plusieurs époques sont accessibles sous forme de cartes ou photos aériennes : la carte de Cassini (XVIIIe siècle), la carte d'état-major (1820-1866) et la période actuelle (1950 à aujourd'hui).

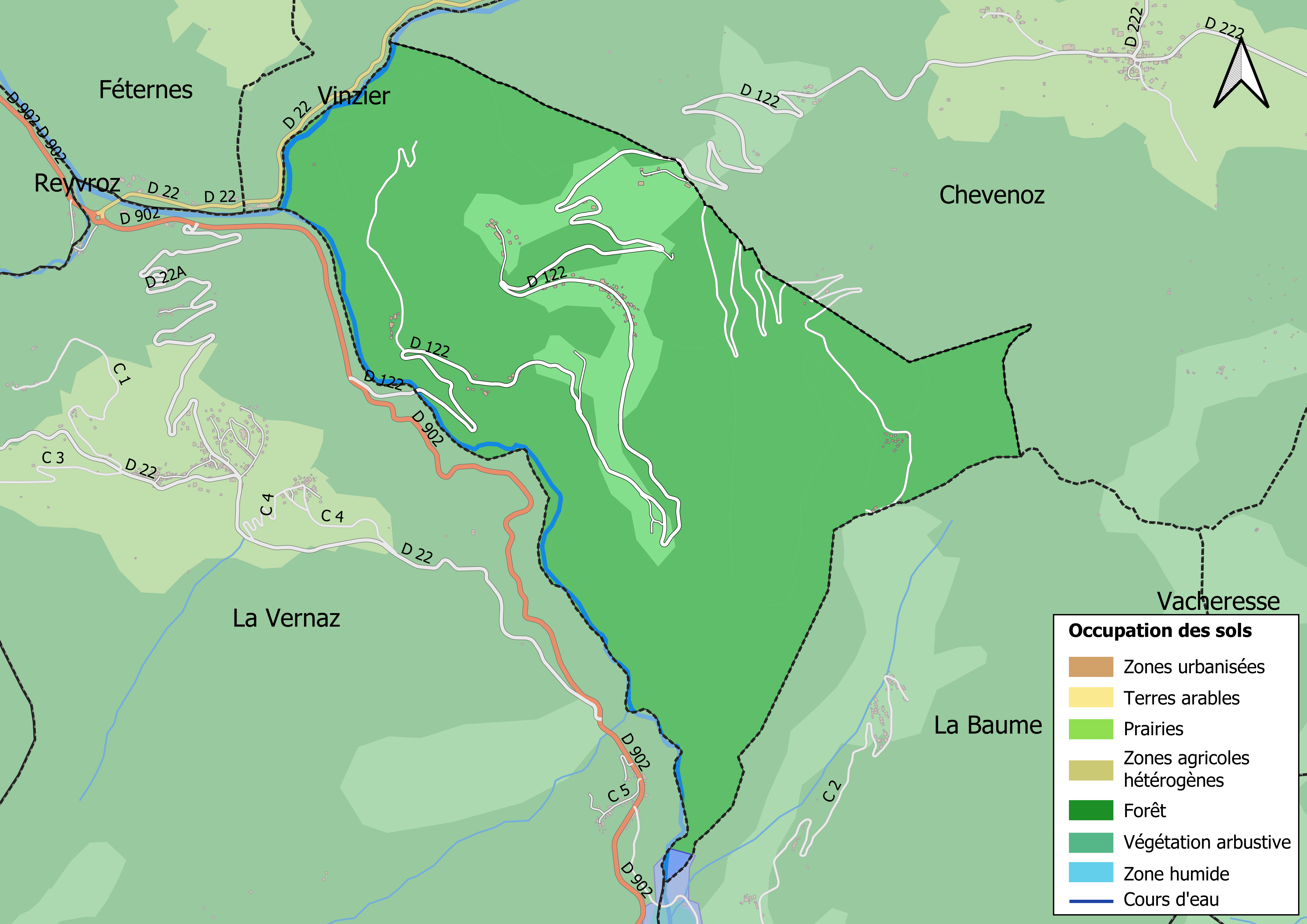
Carte des infrastructures et de l'occupation des sols en 2018 (CLC) de la commune.
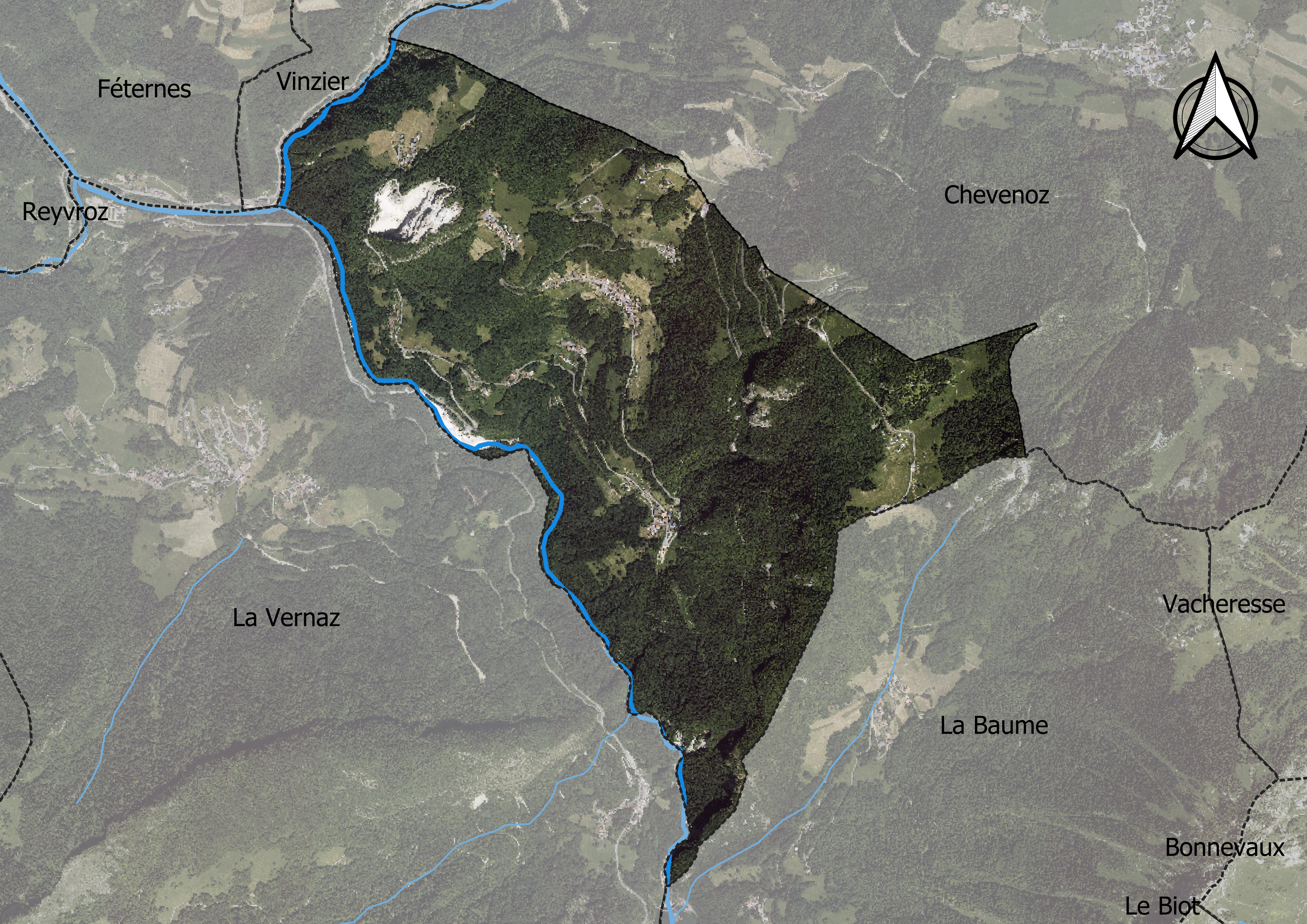
Carte orthophotogrammétrique de la commune.

## Toponymie
La première mention de la paroisse date du milieu du XIVe siècle sous la forme Cura de Forcla.
Le toponyme dérive du diminutif latin furcula qui désigne une « petite fourche »,,.
En francoprovençal ou arpitan savoyard, le nom de la commune s'écrit La Forclla et se prononce « La Forklya » (retranscrit selon la graphie semi-phonétique de Conflans). Le z final ne sert qu'à marquer le paroxytonisme et ne devrait pas être prononcé.

## Histoire
La Forclaz devient une paroisse en 1671. Son territoire est détaché du Biot le 21 juillet 1740, tout comme La Vernaz, pour devenir une commune indépendante.

## Politique et administration

### Rattachements administratifs et électoraux
Du point de vue administratif, la commune fait partie de l'arrondissement de Thonon-les-Bains et avant la réforme territoriale de 2014, faisait partie du canton du Biot dont Le Biot était le chef-lieu. Elle forme avec quinze autres communes depuis janvier 2014 la communauté de communes du Haut-Chablais. Elle fait suite à la communauté de communes de la vallée d’Aulps créé en 1995 comprenant les neuf communes (La Forclaz, La Vernaz, La Baume, Le Biot, Seytroux, Saint Jean d’Aulps, Montriond, Essert-Romand et La Côte d’Arbroz).
Du point de vue électoral, la commune fait partie de la cinquième circonscription de la Haute-Savoie (dont la députée est Anne-Cécile Violland (Horizon) depuis les élections de 2024).

### Liste des maires
| Période                                  | Période   | Identité           | Étiquette | Qualité                                                             |
| ---------------------------------------- | --------- | ------------------ | --------- | ------------------------------------------------------------------- |
| maire en 1958                            | ?         | Robert Morel       | RI        | Exploitant forestier Député suppléant de Georges Pianta (1958-1978) |
| 1983                                     | mars 2008 | Jean-Claude Grenat | ...       | ...                                                                 |
| mars 2008                                | 2020      | Gilbert Gallay     | ...       | ...                                                                 |
| 2020                                     | En cours  | Maryse Grenat      |           |                                                                     |
| Les données manquantes sont à compléter. |           |                    |           |                                                                     |

## Population et société
Les habitants de La Forclaz sont appelés les Forclands.

### Démographie
L'évolution du nombre d'habitants est connue à travers les recensements de la population effectués dans la commune depuis 1793. Pour les communes de moins de 10 000 habitants, une enquête de recensement portant sur toute la population est réalisée tous les cinq ans, les populations de référence des années intermédiaires étant quant à elles estimées par interpolation ou extrapolation. Pour la commune, le premier recensement exhaustif entrant dans le cadre du nouveau dispositif a été réalisé en 2006.

En 2022, la commune comptait 225 habitants, en évolution de −4,66 % par rapport à 2016 (Haute-Savoie : +6,01 %, France hors Mayotte : +2,11 %).
| 1793 | 1800 | 1806 | 1822 | 1838 | 1848 | 1858 | 1861 | 1866 |
| ---- | ---- | ---- | ---- | ---- | ---- | ---- | ---- | ---- |
| 236  | 232  | 241  | 302  | 335  | 320  | 339  | 318  | 336  |

| 1872 | 1876 | 1881 | 1886 | 1891 | 1896 | 1901 | 1906 | 1911 |
| ---- | ---- | ---- | ---- | ---- | ---- | ---- | ---- | ---- |
| 334  | 330  | 299  | 358  | 290  | 306  | 317  | 308  | 288  |

| 1921 | 1926 | 1931 | 1936 | 1946 | 1954 | 1962 | 1968 | 1975 |
| ---- | ---- | ---- | ---- | ---- | ---- | ---- | ---- | ---- |
| 247  | 234  | 251  | 253  | 224  | 244  | 202  | 200  | 194  |

| 1982 | 1990 | 1999 | 2006 | 2011 | 2016 | 2021 | 2022 | - |
| ---- | ---- | ---- | ---- | ---- | ---- | ---- | ---- | - |
| 170  | 177  | 195  | 209  | 214  | 236  | 226  | 225  | - |

### Enseignement
La commune de La Forclaz est située dans l'académie de Grenoble. En 2016, elle administre une école élémentaire, regroupant 11 élèves.

## Culture locale et patrimoine

### Lieux et monuments
- L'église Saint-Pierre.